# Valentina Schiavon
Valentina Schiavon (Treviso, 12 febbraio 1984) è un'ex rugbista a 15 italiana, già mediano di mischia del Riviera.

## Biografia
Sorella minore di Veronica, è figlia di Mansueta Palla, rugbista internazionale per l'Italia tra gli anni ottanta e novanta, e di Mario Schiavon, già giocatore del Benetton e successivamente allenatore.
Cresciuta a livello seniores, come la sorella, nella femminile del Riviera a Mira dopo essersi formata nelle giovanili delle Red Panthers, le donne del Benetton, con il club della Laguna ha vinto 6 titoli di campione d'Italia.
Esordì in Nazionale femminile il 22 marzo 2003 a Roma contro la Francia (sconfitta 3-7) e, a tutto il Sei Nazioni 2010, sua più recente ribalta internazionale, assomma 35 presenze per l'Italia.
Nella vita extrasportiva è rappresentante di mangimi per animali domestici.

## Palmarès
- Campionati italiani: 6
Riviera: 2003-04, 2004-05, 2005-06, 2009-10, 2011-12, 2012-13